# Plascassier

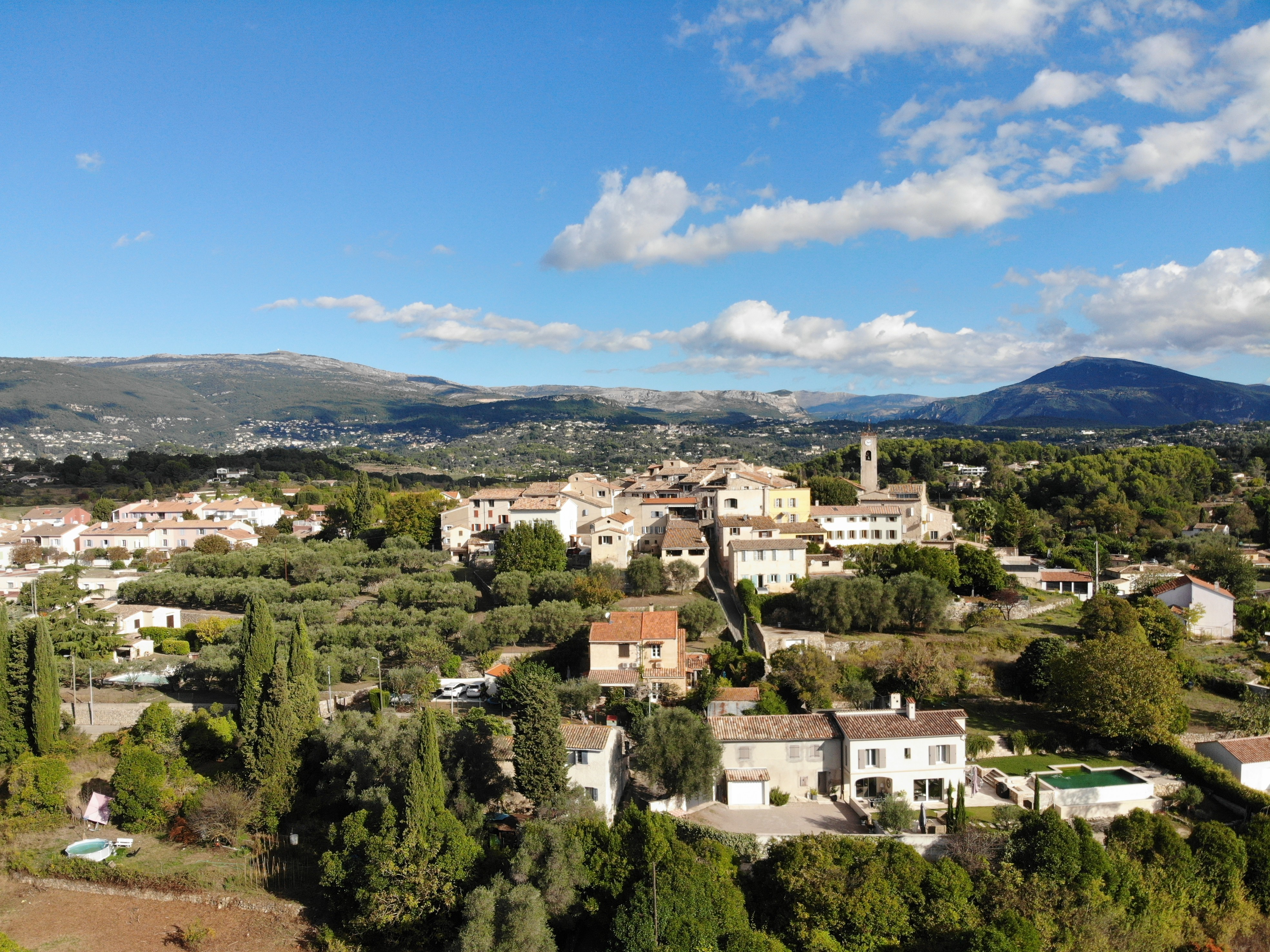
Plascassier.

Plascassier är en by i sydöstra Frankrike i kommunen Grasse, ca 9 km norr om Cannes och Antibes och ca 20 km till Nice på franska rivieran.
Byn gränsar till flera kommuner – Valbonne, Opio, Mouans-Sartoux och Châteauneuf-de-Grasse, men faller under Grasses jurisdiktion. 
Plascassier ligger 300 m över havet, och  dess namn kommer från "Plan Escassier" och "Planscassier" som betyder "lerig stig", på provensalska betyder escassié "styltor".
Byns församling grundades 1770, och kyrkan som är byggd 1644 är tillägnad Sankt Pancratius, den restaurerades 1882. Fontänen som invigdes den 10 maj 1891, får sitt vatten från Foulon-akvedukten.
Den franska sångerskan Édith Piaf dog här den 10 oktober 1963.
1901 hade Plascassier 453 invånare.